# 小行星7560
小行星7560（英語：7560 Spudis）是一颗围绕太阳公转的小行星。1986年1月10日，卡罗琳·舒梅克、尤金·舒梅克在帕洛马山发现了此天体。
这颗小行星的绝对星等为91.30043等。